# Viltige basterdwederik
Viltige basterdwederik (Epilobium parviflorum) is een overblijvende plant die behoort tot de teunisbloemfamilie (Onagraceae). Hij komt in geheel Europa voor. In Nederland en België is het een algemene soort. De Nederlandstalige naam duidt op het feit dat het blad van de plant lijkt op dat van de grote wederik. De plant wordt ook wel kleinbloemig wilgeroosje of kleinbloemige basterdwederik genoemd.

## Kenmerken
De plant wordt 15 tot 75 cm hoog. De rechtopstaande stengels zijn viltig behaard en rolrond. De bladeren overwinteren in een bladrozet. Ze zijn smal langwerpig, zwak getand en vrijwel steelloos. Onderin staan ze tegenover elkaar of in kransen, bovenaan bevinden ze zich verspreid aan de stengel. Beide zijden zijn kort en dicht viltig behaard.
De paars tot roze bloemen bloeien van juni tot september. De tweeslachtige, kleine bloemen staan in een ijle tros die groeit vanuit de oksels van schutbladen. De vier licht roze kroonbladen zijn 4-9 mm lang. Er zijn vier smalle en spitse kelkbladen. De stempel heeft vier lobben, er zijn vier meeldraden en de kelkbuis is lang.
De vrucht is een lange vierkleppige doosvrucht. De zaden hebben een lange vruchtpluis. Ze zijn tweezaadlobbig en de levensduur is korter dan een jaar. 
De viltige basterdwederik komt voor op zonnige tot licht beschaduwde plaatsen met een vochtige tot natte,  voedselrijke, vaak kalkhoudende, bodem.

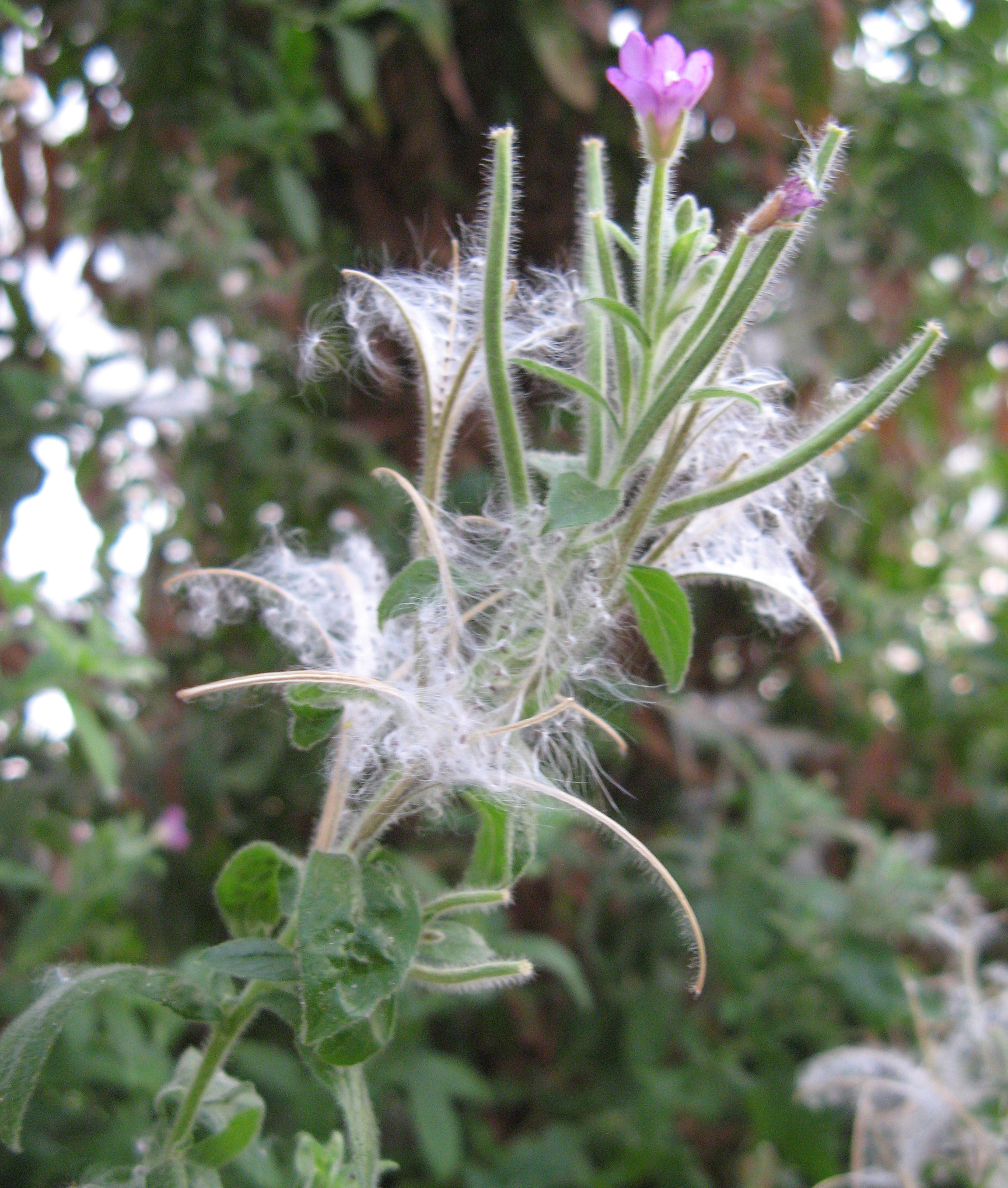
Viltige basterdwederik met rijpend zaad